# St. Josef (Moers)

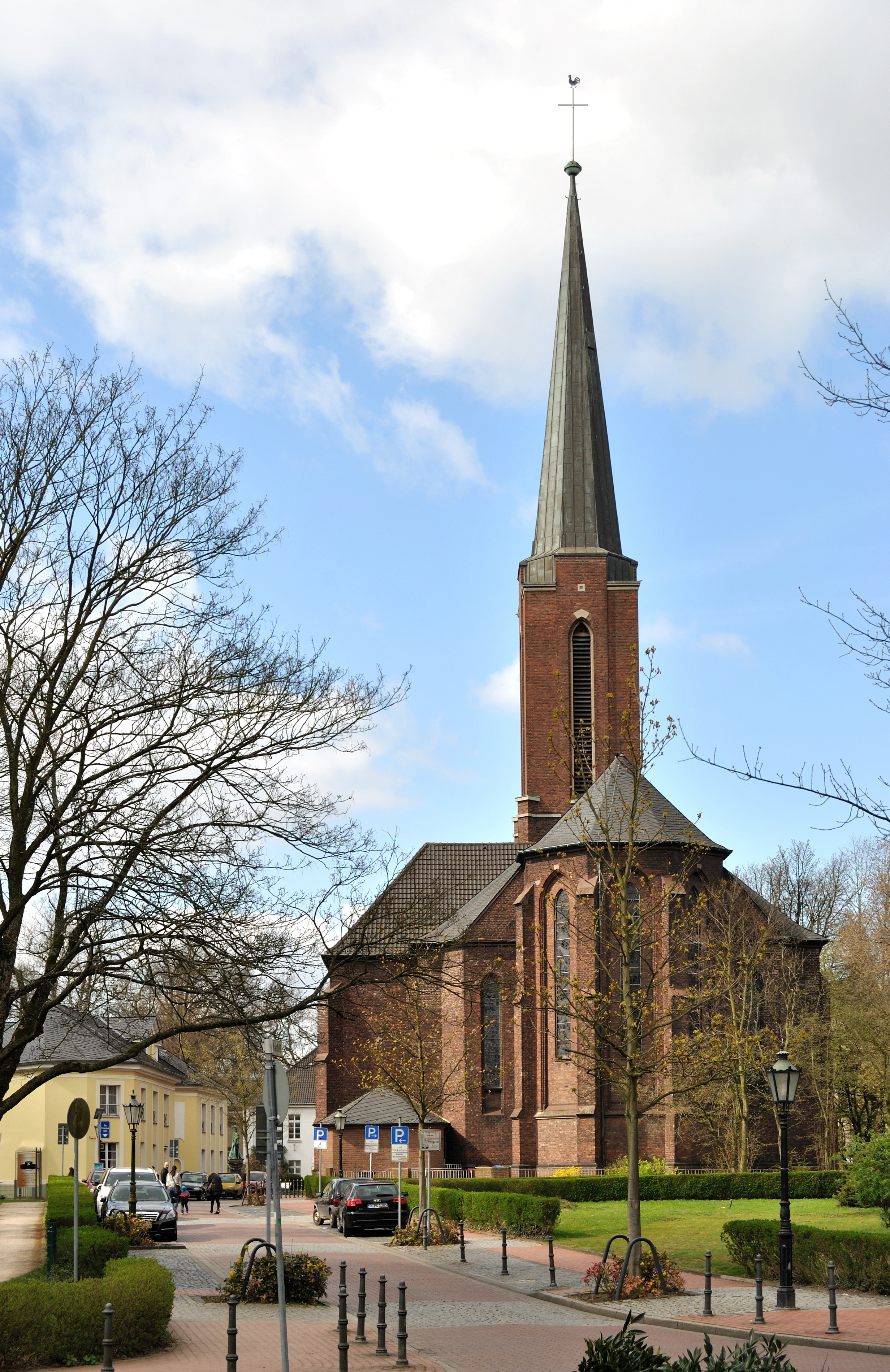
St. Josef von Südosten, links das Marienheim

Die St.-Josefs-Kirche ist die katholische Stadtpfarrkirche in der Innenstadt von Moers, Nordrhein-Westfalen. Sie ist seit 2008 mit den drei anderen ehemals selbstständigen Pfarreien St. Bonifatius (mit St. Markus) und St. Ludger Teil der neugegründeten Großpfarrei St. Josef.

## Standort
Die Kirche befindet sich in der Nähe des Moerser Schlosses und des Kastellplatzes, im inneren Bereich des ehemaligen Festungssterns, der einst das Schloss umgab, und gegenüber dem 1778 erbauten Marienheim, dem ersten katholischen Kirchengebäude in Moers seit der Reformation, das heute den Kindergarten beherbergt.

## Geschichte
Das älteste Gotteshaus der Stadt, die Bonifatiuskirche, stammte aus dem 10. oder 11. Jahrhundert. Sie befand sich dort, wo heute die alte Friedhofskapelle an der Rheinberger Straße steht. Später kam im Jahre 1444 für die Karmeliter die Johanniskirche hinzu, die seit der Reformation als Evangelische Stadtkirche dient.
Graf Hermann von Neuenahr-Moers setzte spätestens bis 1560 in der Stadt und in der Grafschaft Moers die Reformation dauerhaft durch. Nach der Reformation – abgesehen von der spanischen Besatzung zwischen 1586 und 1597 im Krieg der Holländer gegen die Spanier, also in der ersten Phase des Achtzigjährigen Krieges – gab es lange Zeit keine katholische Kirche in Moers.
Die Wiedererrichtung einer katholischen Gemeinde begann um 1700. In den ersten Jahrzehnten des 18. Jahrhunderts begegneten den Einwohnern von Moers Katholiken fast nur als Garnisonsangehörige.

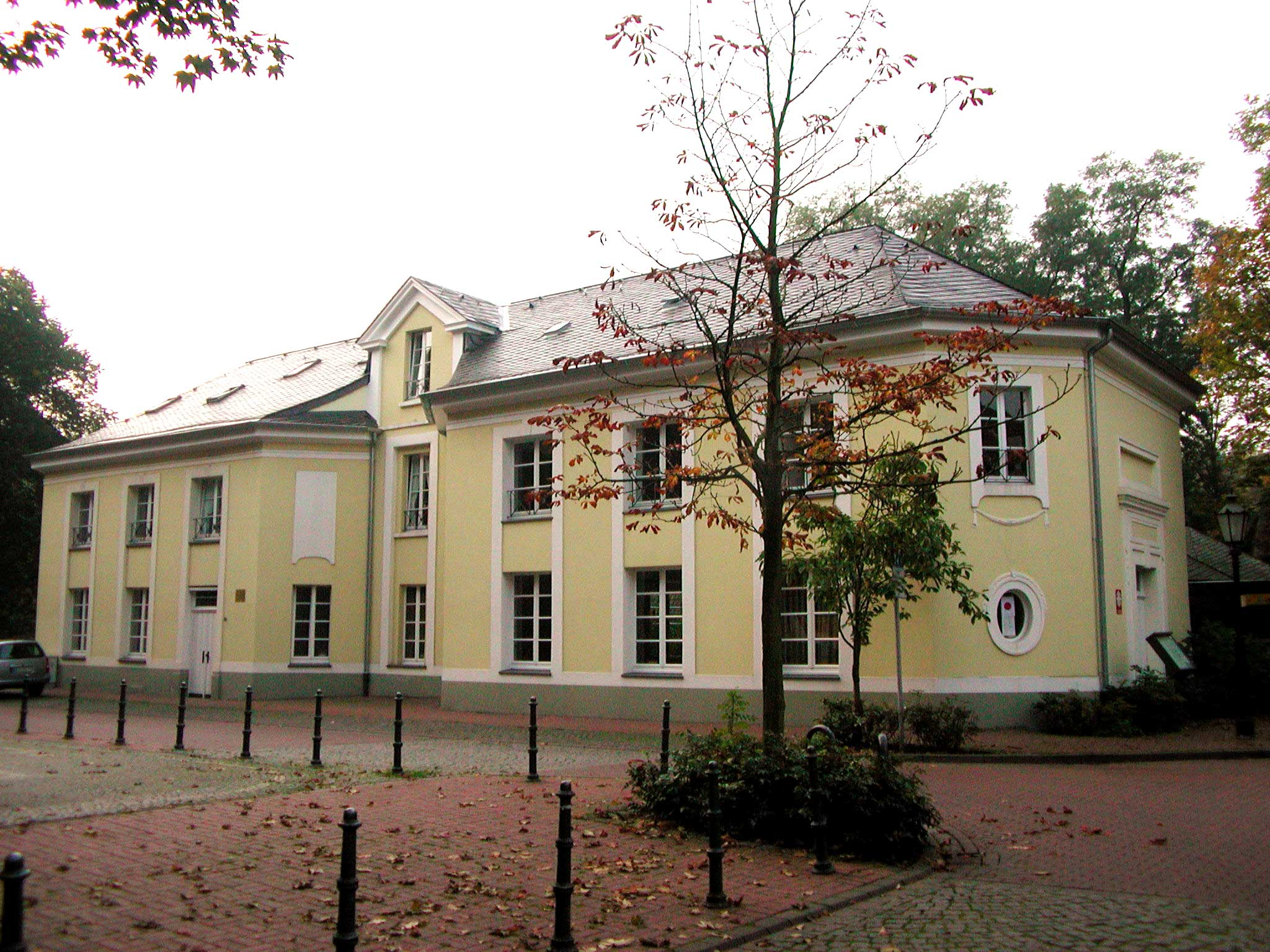
Heutiges Marienheim

Das änderte sich nach dem Siebenjährigen Krieg, als auch ehemalige französische Soldaten, Handwerker und Tagelöhner hinzustießen. Der preußische König Friedrich II. gestattete 1771 eine Kollekte für die Errichtung einer katholischen Kirche. Zwei Jahre später erteilte er die Baugenehmigung, gewährte einen Baukostenzuschuss und übertrug die Ausführung Pastor Anthonius Eickhoff. Am 9. Juni 1778 wurde mit dem Bau der Kirche begonnen und die Fertigstellung erfolgte bis Anfang August 1779. Die Weihe der Kirche wurde am 24. August 1779 durchgeführt. Dem heutigen Kindergarten Marienheim, einem klassizistischen Gebäude mit polygonalem Grundriss ist es heute nicht anzusehen, dass es ursprünglich eine Kirche war. Es wurde zuletzt 1973 vollständig renoviert.
Im Zuge der Industrialisierung, verbunden mit dem Anwachsen der katholischen Einwohnerzahl im Verlauf des 19. Jahrhunderts, wurde die Errichtung eines größeren Gotteshauses notwendig. Der Neubau entstand von 1868 bis 1871, finanziert durch Kollekten.
Ein Sturm brachte die Turmhaube vor der Fertigstellung zum Einsturz. Durch den verheerenden Brand im Jahre 1929 wurde das Gotteshaus schwer beschädigt und der gesamte Dachaufbau vernichtet. Das Turmobergeschoss und der Helm wurden nach dem Brand in den Jahren 1930/31 erneuert.
1942 beschädigten Fliegerbomben die Kirche und zerstörten die Maßwerkfenster. Die Wiederherstellung der Kirche erfolgte bis 1948, dabei wurden die Fensteröffnungen als schmale, ungegliederte Fenster verkleinert. Eine Innensanierung wurde 1976 durchgeführt, mit Erweiterung der Orgelempore und mit dem Einbau einer neuen Bodenheizung.

## Architektur
Das heutige Gotteshaus ist eine dreischiffige neugotische Pseudobasilika. Entworfen wurde der Bau von dem Architekten Franken aus Kempen und erbaut von 1868 bis 1871. Er besteht aus Backstein mit einem polygonalen Dreiapsidenschluss, mit fünf Jochen und einem zur Südseite hin angrenzenden, in zwei Geschosse unterteilten und mit zwei Jochen gegliederten Querhaus, in dessen Erdgeschoss sich die Sakristei befindet und im Obergeschoss eine zur Innenseite des südlichen Kirchenschiffs hin offene Empore. Den vorgesetzten hohen Westturm krönt eine kupfergedeckte Turmhaube.
Die Kirchenschiffe werden von Kreuzrippengewölben, die Hauptapsis von einem plastisch erscheinenden Sterngewölbe abgeschlossen. Dem schlichten Äußeren des Backsteinbaus entspricht auch die Innengestaltung. Acht schlanke Rundpfeiler mit je vier Dienstvorlagen trennen die Schiffe.
Die Blattkapitelle mit dem reichen naturalistischen Laubwerk orientieren sich an denen der Xantener Stiftskirche St. Viktor.

## Ausstattung
Die Glasbilder der drei Chorfenster wurden von Professor Heinrich Dieckmann entworfen und 1958 durch die Glasmaler Josef und Hans Mencke in Goch ausgeführt. Sie zeigen in der Mitte die Auferstehung Christi, darunter die drei Frauen, die den Leichnam Jesu salben wollen.
Im linken Fenster sind Szenen aus dem Leben des heiligen Josef, des Patrons der Kirche, im rechten Fenster die Heiligen Paulus, Schutzpatron des Bistums Münster, Barbara, Schutzpatronin der Bergleute, und Thekla dargestellt.
Eine Figurengruppe „Mariä Heimsuchung“ des 18. Jahrhunderts aus Holz, in bewegten Formen des flämischen Barock, weist auf Verbindungen zu Gabriel de Grupello hin.
Eine Schutzmantelmadonna befindet sich in der linken, die Josefstatue mit dem Jesuskind auf dem Arm in der rechten Apsis.
Der Altar, der Ambo und die Tabernakelstele in Sandstein wurden 1982/83 von Ursula Legge-Suwelack aus Bonn entworfen.
Die beiden Wandbilder im Chorraum sind aus der Erbauungszeit und zeigen die Geburt Christi und den Tod des hl. Josef. 1985 wurden sie entdeckt und restauriert.
Ein Glasfenster im Turmraum über dem Hauptportal, „Das Wasserwunder des  hl. Clemens“, stammt von Friedrich Baudri aus dem Jahre 1865.
Außerdem befindet sich im Turmraum eine Pietà, die ursprünglich Teil einer Gedenkstätte für die Gefallenen des Ersten Weltkriegs war, gegenüber das Marienbild „Immerwährende Hilfe“  und in Nähe des nordwestlichen Eingangsbereichs hängen das Bildnis „Christi Himmelfahrt“ und die Pfingstgruppe, ein Fragment aus einem Schnitzaltar.

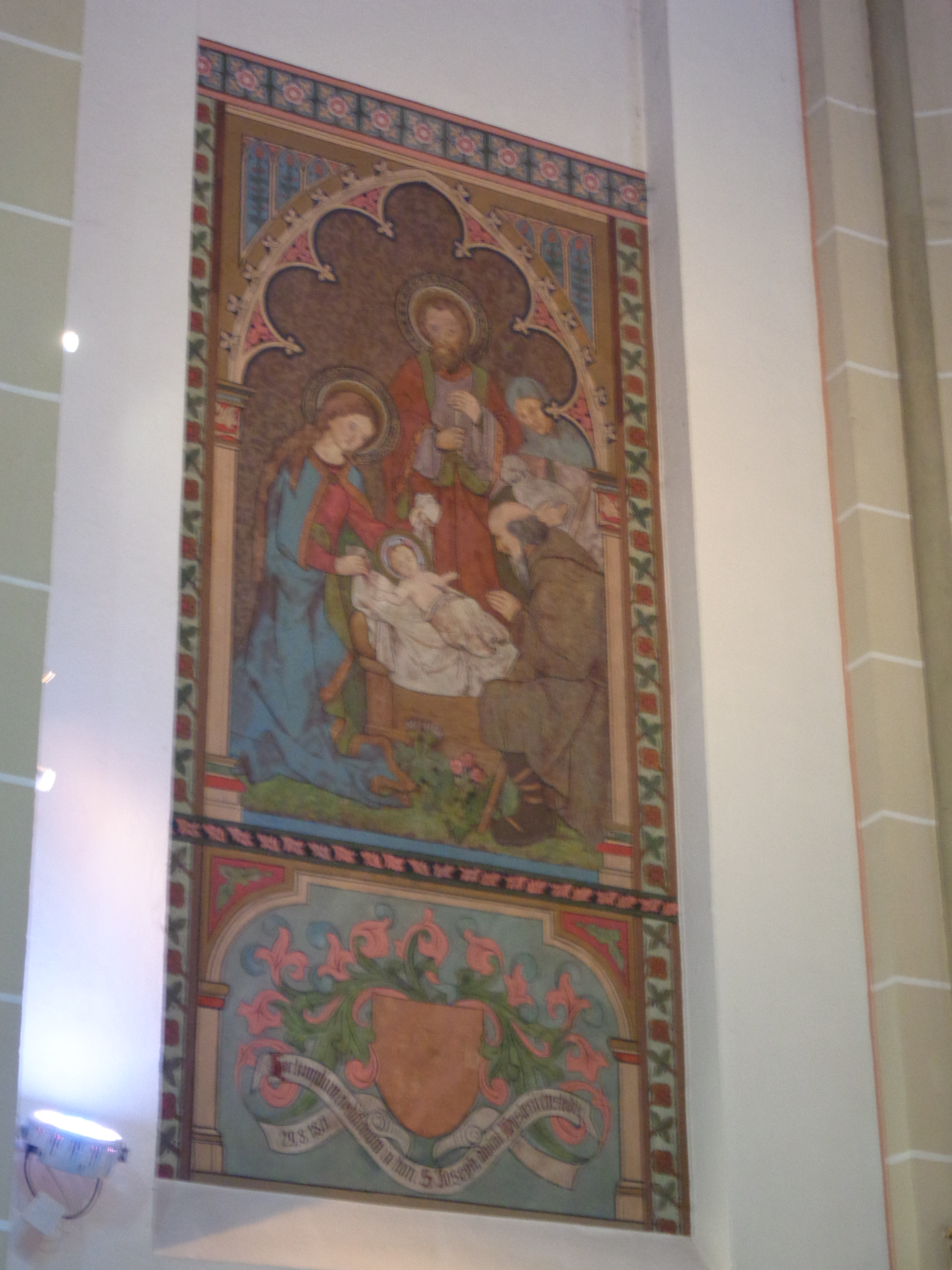
Geburt Christi linkes Wandbild
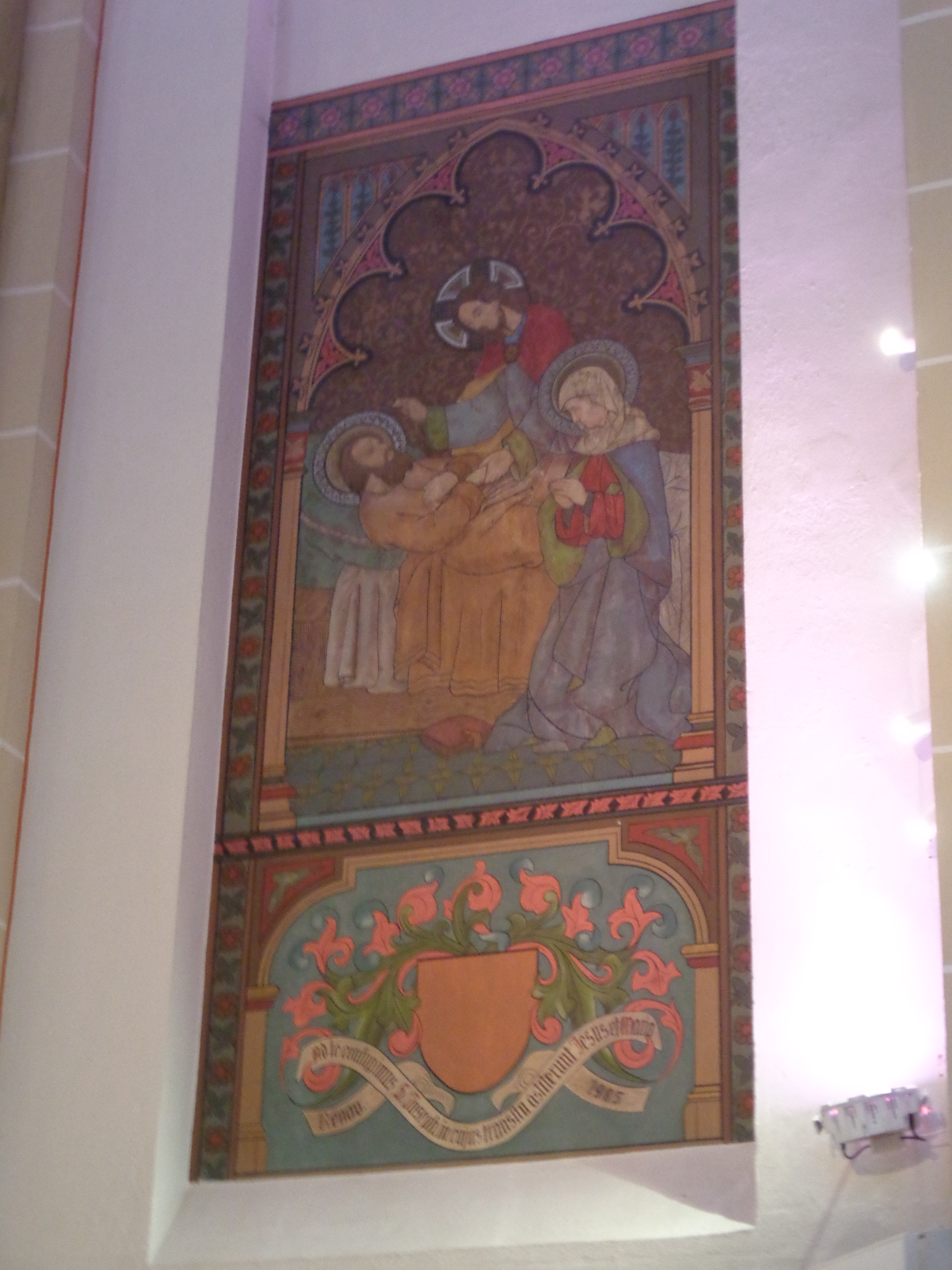
Tod des hl. Josef rechtes Wandbild

## Orgel
Die heutige Orgel wurde im Jahre 1987 von der Firma Gebrüder Stockmann errichtet. Das Schleifladen-Instrument hat 28 Register auf zwei Manualwerken und Pedal. Die Spieltraktur ist mechanisch, die Registertraktur ist elektrisch. Die Orgel hat folgende Disposition:
| I Hauptwerk C–g3 |                  |        |
| 01.              | Bordun           | 16′    |
| 02.              | Prinzipal        | 08′    |
| 03.              | Flûte harmonique | 08′    |
| 04.              | Oktave           | 04′    |
| 05.              | Spitzflöte       | 04′    |
| 06.              | Holzquinte       | 2 ⁄3′  |
| 07.              | Superoktave      | 02′    |
| 08.              | Terz             | 1 3⁄5′ |
| 09.              | Mixtur V         | 02′    |
| 10.              | Trompete         | 08'    |
|                  | Tremulant        |        |

| II Schwellwerk C–g3 |                 |       |
| 11.                 | Rohrflöte       | 08′   |
| 12.                 | Salicional      | 08′   |
| 13.                 | Schwebung       | 08′   |
| 14.                 | Prinzipal       | 04′   |
| 15.                 | Blockflöte      | 04′   |
| 16.                 | Sesquialtera II | 2 ⁄3′ |
| 17.                 | Schwiegel       | 02′   |
| 18.                 | Quinte          | 1 ⁄3′ |
| 19.                 | Scharff IV      | 01′   |
| 20.                 | Basson          | 16′   |
| 21.                 | Hautbois        | 08'   |
|                     | Tremulant       |       |

| Pedal C–d1 |               |       |
| 22.        | Violon        | 16′   |
| 23.        | Subbass       | 16′   |
| 24.        | Oktavbass     | 08′   |
| 25.        | Gedacktbaß    | 08′   |
| 26.        | Tenoroktave   | 04′   |
| 27.        | Hintersatz IV | 2 ⁄3′ |
| 28.        | Posaune       | 16′   |

- Koppeln: II/I, I/P, II/P.
- Spielhilfen: 2 freie Kombinationen, 1 freie Pedalkombination + Tutti, jeweils als Druckknöpfe + Pistons korrespondierend; Auslöser als Druckknopf; Tremulanten regelbar; Einzelabsteller für Zungen, Mixturen, 16’-Register.
- Anmerkungen

1. ↑  Prospekt.
2. 1 2  Überblasend ab c°.
3. ↑  Nach Gottfried Silbermann
4. 1 2  Französische Bauweise.
5. 1 2  Holz.

## Liste der Pfarrer (nicht vollständig)
- Anton Eickhoff OP, 1774–1784
- Johann Velder OP, 1784–1814
- Franz Friedrich Josef Kaiser OFM Cap, 1814–1824
- Peter Gerhard Bannes, 1824–1830
- Johann Theodor Haentjes, 1830–1837
- Gerhard Franz Drießen, 1837–1848
- Hermann Müngersdorf, 1848–1857
- Andreas Wertmöller, 1857–1863
- Jakob Troost, 1863–1873
- Peter Josef Koven, 1873–1898
- Hermann Horstmann, 1898–1908
- Carl Henscher, 1908–1930
- Heinrich Bücker, 1994–2011
- Joachim Klaschka, 2011–2014
- Karsten Weidisch, 2014–2016
- Herbert Werth, seit 2016